# Ophiotreta stimulea
Ophiotreta stimulea är en ormstjärneart som först beskrevs av George Richard Lyman 1878.  Ophiotreta stimulea ingår i släktet Ophiotreta och familjen knotterormstjärnor. Inga underarter finns listade i Catalogue of Life.